# Novi Grad (Odžak)
Novi Grad es un pueblo de la municipalidad de Odžak, en el cantón de Posavina, Bosnia y Herzegovina.

## Superficie
Posee una superficie de 20,52 kilómetros cuadrados.

## Demografía
Hasta 2013 la población era de 362 habitantes, con una densidad de población de 17,6 habitantes por kilómetro cuadrado.